# Fernão Velho
Fernão Velho (em galego:  Fernan Velho) foi um trovador galego-português do século XIII. Era filho bastardo de Gonçalo Pires Velho, da mediana nobreza do Entre Douro e Minho. É possível que estivesse na corte de Afonso X de Leão e Castela, onde teria participado do ciclo satírico contra María Balteira. Foi autor de onze textos: nove cantigas de amor, uma cantiga de amigo e uma cantiga de escárnio e maldizer.

## Cantigas
- A maior coita que eu vi sofrer
- Maria Pérez se maenfestou
- Meus amigos, muito mi praz d'Amor
- Muitos vej'eu per mi maravilhar
- Nostro Senhor, que eu sempre roguei
- Pois Deus nom quer que eu rem possa haver
- Por mal de mi me fez Deus tant'amar
- Quant'eu de vós, mia senhor, receei
- Senhor que eu por meu mal vi
- 'Senhor, o mal que mi a mi faz Amor
- Vedes, amigo, [o] que hoj'oí[2]